# Pristina plumaseta
Pristina plumaseta är en ringmaskart som beskrevs av Turner 1935. Pristina plumaseta ingår i släktet Pristina och familjen glattmaskar. Inga underarter finns listade i Catalogue of Life.